# Kecskeméti Torna Egylet 2011-2012
Questa voce raccoglie le informazioni riguardanti il Kecskeméti Torna Egylet nelle competizioni ufficiali della stagione 2011-2012.

## Rosa
| N. |                           | Ruolo | Calciatore              |
| -- | ------------------------- | ----- | ----------------------- |
| 2  | Ungheria (bandiera)       | D     | Balázs Koszó            |
| 6  | Ungheria (bandiera)       | D     | Béla Balogh             |
| 7  | Serbia (bandiera)         | C     | Aleksandar Alempijević  |
| 8  | Ungheria (bandiera)       | C     | Zsolt Patvaros          |
| 10 | Montenegro (bandiera)     | C     | Vladan Savić            |
| 14 | Serbia (bandiera)         | C     | Vladan Čukić            |
| 15 | Romania (bandiera)        | D     | Attila Gyagya           |
| 17 | Camerun (bandiera)        | C     | Bodiong Christian Ebala |
| 18 | Rep. del Congo (bandiera) | C     | Francis Litsingi        |
| 19 | Ungheria (bandiera)       | A     | Ádám Hegedűs            |
| 21 | Ungheria (bandiera)       | C     | Gábor Bori              |

| N. |                     | Ruolo | Calciatore      |
| -- | ------------------- | ----- | --------------- |
| 22 | Ungheria (bandiera) | D     | Dávid Mohl      |
| 23 | Ungheria (bandiera) | D     | Gyula Forró     |
| 26 | Ungheria (bandiera) | C     | Lajos Bertus    |
| 29 | Ungheria (bandiera) | A     | László Lencse   |
| 33 | Ungheria (bandiera) | P     | Gábor Németh    |
| 55 | Ungheria (bandiera) | A     | Attila Tököli   |
| 77 | Ungheria (bandiera) | A     | László Pekár    |
| 88 | Ungheria (bandiera) | D     | Viktor Tölgyesi |
| 92 | Ungheria (bandiera) | C     | András Farkas   |
| 99 | Ungheria (bandiera) | P     | Botond Antal    |
|    | Ungheria (bandiera) | P     | Csaba Borszéki  |